# San Calixto (ort)
San Calixto är en ort i Colombia.   Den ligger i departementet Norte de Santander, i den norra delen av landet, 400 km norr om huvudstaden Bogotá. San Calixto ligger 1 640 meter över havet och antalet invånare är 2 080.
Terrängen runt San Calixto är kuperad åt nordväst, men åt sydost är den bergig. Runt San Calixto är det ganska glesbefolkat, med 36 invånare per kvadratkilometer. Närmaste större samhälle är González, 19,0 km väster om San Calixto. I omgivningarna runt San Calixto växer i huvudsak städsegrön lövskog.